# Els núvols de Sils Maria
Els núvols de Sils Maria (original en anglès: Clouds of Sils Maria) és una pel·lícula europea de drama de 2014 escrit i dirigit per Olivier Assayas, i protagonitzada per Juliette Binoche, Kristen Stewart, i Chloë Grace Moretz. S'ha doblat i subtitulat al català.
La pel·lícula és una coproducció germano-franc-suïssa. Va ser seleccionada per competir per la Palma d'Or en la secció principal del concurs al Festival de Cinema de Cannes de 2014. També la pel·lícula va ser projectada a altres festivals de cinema com el Midnight Sun Film Festival, Filmfest München, Toronto International Film Festival i el New York Film Festival.

## Argument
Maria Enders, que ara és una actriu consagrada de mitjana edat, va començar a ser famosa quan tenia divuit anys gràcies al seu paper en una obra de teatre i una pel·lícula en què encarnava una jove que seduïa i manipulava una dona madura. Mentre prepara el nou paper, ajudada per la seva secretària -una jove que es mou com si res pel món frenètic d'avui-, comencen a sortir a la llum les tensions d'haver de reconèixer que ni ella ni el món que l'envolta ja no són com eren vint anys enrere. L'arribada de l'actriu jove que farà el paper que va fer ella amb divuit anys, fa trontollar encara més la seguretat de Maria.

## Repartiment
- Juliette Binoche com Maria Enders.
- Kristen Stewart com Valentine.
- Chloë Grace Moretz com Jo-Ann Ellis.
- Johnny Flynn com Christopher Giles.
- Lars Eidinger com Klaus Diesterweg.
- Hanns Zischler com Henryk Wald.
- Angela Winkler com Rosa Melchior.

## Producció
La filmació principal de Clouds of Sils Maria va començar el 22 d'agost i va acabar el 4 d'octubre de 2013. La pel·lícula fou rodada en localitzacions de la ciutat titular de Sils Maria, als Grisons (Suïssa), així com Zúric, Leipzig, Alemanya i Tirol del Sud, Itàlia.
Chanel va debutar en el finançament del cinema i subministra a les actrius amb roba, joies, accessoris i el maquillatge, mentre que també proporciona una part del pressupost per permetre que Olivier Assayas complís el seu somni de rodar una pel·lícula de 35 mm en lloc de digital.
El títol internacional de la pel·lícula és Clouds of Sils Maria, però a França la pel·lícula és coneguda pel nom original, Sils Maria.

## Premis i nominacions
La pel·lícula va guanyar el premi Louis Delluc a la millor pel·lícula el desembre del 2014. La pel·lícula va rebre sis nominacions al Premi César, incloent-hi els de millor pel·lícula, millor director, millor actriu, millor guió original i millor cinematografia, mentre que Stewart va guanyar a la millor actriu secundària, convertint-se en el primer. Actriu nord-americana per guanyar un César i el segon actor nord-americà a guanyar després d'Adrien Brody el 2003.
| Any  | Premis                                                           | Categoria                           | Nominada/do                         | Resultat   |
| ---- | ---------------------------------------------------------------- | ----------------------------------- | ----------------------------------- | ---------- |
| 2014 | Premi Louis Delluc                                               | Millor film                         | Olivier Assayas                     | Guanyador  |
| 2014 | Festival de cinema de Múnic                                      | Millor pel·lícula internacional     | Olivier Assayas                     | Nominat    |
| 2014 | Premi Lumières                                                   | Millor actriu                       | Juliette Binoche                    | Nominada   |
| 2015 | Alliance of Women Film Journalists                               | Millor actriu en un paper de suport | Kristen Stewart                     | Guanyadora |
| 2015 | Premi César                                                      | Millor actriu secundària            | Kristen Stewart                     | Guanyadora |
| 2015 | Premi César                                                      | Millor actriu                       | Juliette Binoche                    | Nominada   |
| 2015 | Premi César                                                      | Millor guió original                | Olivier Assayas                     | Nominat    |
| 2015 | Premi César                                                      | Millor director                     | Olivier Assayas                     | Nominat    |
| 2015 | Premi César                                                      | Millor pel·lícula                   | Charles Gillibert i Olivier Assayas | Nominats   |
| 2015 | Premi César                                                      | Millor fotografia cinematogràfica   | Yorick Le Saux                      | Nominat    |
| 2015 | IndieWire Critics                                                | Millor actriu secundària            | Kristen Stewart                     | Guanyadora |
| 2015 | New York Film Critics Circle                                     | Millor actriu de repartiment        | Kristen Stewart                     | Guanyadora |
| 2015 | Societat nacional de crítics cinematogràfics                     | Millor actriu secundària            | Kristen Stewart                     | Guanyadora |
| 2015 | Boston Society of Film Critics                                   | Millor actriu secundària            | Kristen Stewart                     | Guanyadora |
| 2015 | Premis de l'Associació de crítics cinematogràfics de Los Angeles | Millor actriu secundària            | Kristen Stewart                     | Finalista  |
| 2015 | Online Film Critics Society                                      | Millor actriu secundària            | Kristen Stewart                     | Nominada   |
| 2015 | Societat de crítics de cinema de Detroit                         | Millor actriu de repartiment        | Kristen Stewart                     | Nominada   |
| 2015 | San Diego Film Critics Society                                   | Millor actriu secundària            | Kristen Stewart                     | Finalista  |
| 2015 | St. Louis Gateway Association de crítics de cinema               | Millor actriu secundària            | Kristen Stewart                     | Finalista  |
| 2015 | Millor guió original                                             | Olivier Assayas                     | Nominat                             |            |
| 2015 | Austin Film Critics Association                                  | Millor actriu secundària            | Kristen Stewart                     | Nominada   |
| 2015 | Chicago Film Critics Association                                 | Millor actriu secundària            | Kristen Stewart                     | Nominada   |
| 2015 | Voice Village                                                    | Millor actriu de repartiment        | Kristen Stewart                     | Guanyadora |
| 2015 | Florida Film Critics Circle                                      | Millor actriu de repartiment        | Kristen Stewart                     | Guanyadora |
| 2015 | Toronto Film Critics Association                                 | Millor actriu secundària            | Kristen Stewart                     | Nominada   |
| 2015 | London Film Critics Circle                                       | Actriu secundària de l'any          | Kristen Stewart                     | Nominada   |
| 2015 | Premi de l'Associació de cinema i televisió en línia             | Millor actriu de repartiment        | Kristen Stewart                     | Nominada   |